# Benjamin Uphoff
Benjamin Uphoff (* 8. August 1993 in Burghausen) ist ein deutscher Fußballspieler.

## Karriere
Uphoff spielte in allen Jugendmannschaften von Wacker Burghausen. 2011 schloss er sich der zweiten Mannschaft des 1. FC Nürnberg an. Nachdem sich seine Kollegen Raphael Schäfer und Patrick Rakovsky verletzt hatten, stand Uphoff im September 2011 erstmals im Bundesligakader des Clubs. Mit dem FCN II spielte er in der Spielzeit 2011/12 in der Regionalliga Süd und anschließend in der neugegründeten Regionalliga Bayern. Zur Bundesligasaison 2013/14 wurde er offiziell zum dritten Torhüter der ersten Mannschaft der Nürnberger ernannt. Am 26. August 2014 wurde Uphoff vom VfB Stuttgart II zunächst auf Leihbasis bis zum Saisonende verpflichtet.
Mit der zweiten Mannschaft des VfB Stuttgart gab Uphoff am 25. Oktober 2014 am 15. Spieltag der Saison 2014/15 in der 3. Profi-Liga beim 1:0-Auswärtssieg gegen die SpVgg Unterhaching sein Profidebüt. In einem Testspiel des VfB II gegen den Zweitligisten TSV 1860 München sorgte Uphoff am 9. Januar 2015 durch ein Tor aus einer Distanz von 80 Metern für Aufsehen.
Nachdem Uphoff für zwei Monate zum 1. FC Nürnberg zurückgekehrt war, wechselte er am 31. August 2015 endgültig zum VfB Stuttgart II. Zur folgenden Spielzeit wurde Uphoff in den Kader der ersten Mannschaft befördert, für die er jedoch kein Spiel absolvierte und zumeist als Ersatzkeeper auf der Bank saß.
Zur Saison 2017/18 wechselte Uphoff zum Karlsruher SC, wo er einen bis 2019 gültigen Vertrag unterzeichnete. Sein erstes Pflichtspiel für Karlsruhe absolvierte er am 21. Juli 2017, dem 1. Spieltag der Saison 2017/18, beim 2:2 gegen den VfL Osnabrück. Nach überzeugenden Leistungen löste er Dirk Orlishausen als Stammtorhüter ab und absolvierte bis auf das bereits bedeutungslose letzte Ligaspiel gegen den FC Carl Zeiss Jena jede Partie. Am Ende der Saison erreichte er mit dem KSC die Aufstiegsrelegation, in der man jedoch am FC Erzgebirge Aue scheiterte. In der Folgespielzeit gelang dem KSC mit Uphoff dann der direkte Zweitligaaufstieg, nach welchem sich der Vertrag des Torhüters automatisch bis Juni 2020 verlängerte. Auch nach dem Aufstieg war der Oberbayer weiterhin die Nummer 1 im Tor, lediglich in zwei DFB-Pokal-Partien durfte sein Vertreter Marius Gersbeck spielen. Mitte März 2020 gab Uphoff bekannt, den Verein zum Saisonende zu verlassen.
Anfang August unterschrieb der Torwart einen Vertrag beim Bundesligisten SC Freiburg, der gerade seinen Stammkeeper Alexander Schwolow verloren hatte. Für die Rolle der neuen Nummer eins war allerdings bereits Mark Flekken vorgesehen. Als sich dieser zu Beginn der Saison 2020/21 verletzte, reagierte der Sportclub mit der leihweisen Verpflichtung des Mainzer Torhüters Florian Müller, statt auf den Neuzugang Uphoff zu setzen. Dieser kam in seiner ersten Spielzeit bei den Freiburgern somit zu keinem Ligaeinsatz und schied nach zwei absolvierten Pokalbegegnungen auch in diesem Wettbewerb früh gegen seinen Ex-Club VfB Stuttgart aus.
Seinen ersten Einsatz in der Bundesliga absolvierte Uphoff am 18. Spieltag der Saison 2021/22 gegen Arminia Bielefeld. Er war wegen einer Coronainfektion Flekkens in die Startformation gerückt. Das Spiel endete mit 2:2.
In der zweiten Runde des DFB-Pokals 2021/22 stand Uphoff als zweiter Torwart gegen den VfL Osnabrück auf dem Platz. Nach einem 2:2 nach Verlängerung ging das Spiel ins Elfmeterschießen. Uphoff parierte drei der fünf gegnerischen Elfmeter und war damit entscheidender Faktor für das Weiterkommen des SC, der später ins Finale einzog.
In den Folgejahren kam Uphoff als dritter Torwart in der Profimannschaft kaum noch zum Einsatz, sammelte dafür Spielzeit im Drittligateam des SC.
Nach Ende der Saison 2023/24 verließ Uphoff den SC Freiburg und wechselte zum Zweitliga-Absteiger Hansa Rostock. Dort debütierte er Anfang August unter Trainer Bernd Hollerbach am 1. Spieltag der Drittliga-Saison 2024/25 im Ostseestadion gegen den VfB Stuttgart II.

## Erfolge
- Aufstieg in die 2. Bundesliga: 2019 (mit Karlsruher SC)
- Landespokalsieger Mecklenburg-Vorpommern: 2025 (mit Hansa Rostock)